# Costantinopoli (libro di viaggio)
Costantinopoli è un libro di viaggio scritto da Edmondo De Amicis e pubblicato nel 1877-78 dall'editore Fratelli Treves di Milano.

## Storia editoriale
Il libro fu scritto durante un breve soggiorno dello scrittore nella città di Istanbul, in qualità di corrispondente, nell'anno 1874 e pubblicato tre anni dopo (1877-78). De Amicis, in compagnia dell'amico pittore Enrico Yunck, che avrebbe dovuto trarre degli schizzi per la progettata edizione illustrata (poi realizzata, a causa della sua morte prematura, nel 1882 da Cesare Biseo), esplorò la capitale ottomana sulla scia della letteratura precedente e soprattutto del capolavoro di Théophile Gautier, Constantinople del 1852. L'opera ebbe immediato successo ed venne tradotta nelle principali lingue (e successivamente anche in turco), ricevendo al contempo anche feroci critiche, come quelle di Remigio Zena nel pamphlet "In yacht da Genova a Costantinopoli" (1887).

## Critica
Orhan Pamuk ha definito l'opera di De Amicis il miglior libro scritto su Istanbul nel diciannovesimo secolo,
mentre Umberto Eco ha affermato come la descrizione offerta da De Amicis della città sia la più cinematografica.
Jason Goodwin ha definito l'opera come un vero e proprio tour de force vittoriano.

## Edizioni
- Edmondo De Amicis, Costantinopoli, Torino, Einaudi, 2007. ISBN 978-88-06-19047-7.
- Edmondo De Amicis, Costantinopoli, Fratelli Treves, 1877-78 e successive ristampe (sino al 1931)

Nel 2005 il volume è stato ripubblicato in forma ridotta con un'introduzione di Umberto Eco intitolata Istanbul, Una e Trina e ristampato da Einaudi nel 2007.